# Мильман-Кример, Рашель Марковна
Рашель Ма́рковна Ми́льман-Кри́ммер (28 февраля (12 марта) 1897, Пенза — 25 апреля 1976, Ленинград) — советский режиссёр и сценарист.

## Биография
Родилась в Пензе, в семье военного музыканта Меера Ициковича (Марка Исаевича) Мильмана, осевшего в Пензе в 1870-е годы и ставшего владельцем магазина готового платья. В 1912 году окончила Пензенское музыкальное училище по классу фортепиано. Окончила Петроградскую консерваторию в 1917 году. В 1918—1921 годах преподавала музыку в Пензенской народной консерватории и в местном Пролеткульте. С 1922 года работала на Петрогрдской киностудии (впоследствии Ленфильм) и Белгоскино. Вместе с режиссёром Б. В. Шписом создали цех монтажа фильмов на Ленфильме. 
В 1921 году в ышла замуж за банковского работника, сотрудника Наркомвнешторга и коллекционера Фридриха Эдуардовича Криммера (1888—1963). В 1921 году поступила и в 1925 году окончила актёрский факультет Института экранных искусств, была принята помощником режиссёра на студию «Севзапкино» (в 1926 году стала ассистентом режиссёра), начала работу практикантом на картине «Наполеон-Газ». В 1927 году перешла на киностудию «Совкино», с 1931 по 1942 год — заместитель начальника цеха монтажа фильмов на «Ленфильме». В 1943—1944 годах — режиссёр дубляжной мастерской на киностудии «Союзмультфильм». В 1944 году, после снятия блокады, Рашель Мильман-Криммер вернулась на «Ленфильм» уже начальником цеха монтажа фильмов.

## Семья
Брат — Яков Маркович Мильман, инженер, который вместе и инженером Ф. И. Титовым создал первую в Пензе электрическую станцию (станция Мильмана, после национализации № 1), а также руководил проектом установки в городе уличных фонарей (1904).

## Фильмография
- 1927 — Чужой пиджак — ассистент режиссёра
- 1928 — Снежные ребята — ассистент режиссёра
- 1928 — Синие воротнички (фильм, 1928) — ассистент режиссёра
- 1929 — Дорога в мир — сорежиссёр
- 1930 — Мститель — сорежиссёр
- 1932 — Возвращение Нейтана Беккера — сорежиссёр
- 1935 — Инженер Гоф (Земля впереди) — сорежиссёр
- 1942 — Варежки — режиссёр монтажа